# Conclave de janvier 1276
Le conclave de janvier 1276 est le conclave par lequel les cardinaux de l'Église catholique romaine ont élu un pape à la succession de Grégoire X, mort le 1er janvier. Il s'agit de la première élection à employer le terme de « conclave », en raison des circonstances dans lesquelles elle se déroule.
L'élection pontificale de 1268-1271 avait duré plus de deux ans et neuf mois. Pour éviter que cela ne se reproduise, Grégoire X promulgue, le 7 juillet 1274, la bulle pontificale Ubi periculum, qui régit les futures élections. Elle dispose que, dix jours tout au plus après le décès d'un pape, les cardinaux doivent être enfermés dans une unique pièce, sans partition, où ils demeureront, sans aucune communication avec le monde extérieur, jusqu'à ce que l'élection soit achevée. Toute tentative de communication avec l'extérieur entraîne l'excommunication du fautif. Si un nouveau pape n'est pas élu après trois jours, les cardinaux subissent une réduction des portions lors de leurs repas. Cinq jours après cela, ils n'obtiennent plus que du pain, du vin et de l'eau,.
Cette mesure drastique est couronnée de succès : le tout premier conclave, les 21 et 22 janvier 1276, dure moins de vingt-quatre heures. Il y a seize cardinaux à ce moment ; trois d'entre eux sont absents, dont Bernard Ayglier qui est considéré comme retraité. Les treize cardinaux en conclave élisent rapidement à la papauté l'un des leurs, le cardinal Pierre de Tarentaise, évêque d'Ostie. Il prend le nom d'Innocent V.
Il ne s'agit pas de la première élection lors de laquelle les cardinaux sont enfermés ; ce cas de figure s'était déjà produit lors de l'élection pontificale de 1216, puis à nouveau lors de celle de 1241 sur ordre de l'empereur Frédéric II. Néanmoins, le terme « conclave » est une nouveauté, et c'est la première fois que cette disposition s'opère par décret pontifical.
La procédure du conclave n'est pas immédiatement pérennisée. Elle s'applique au conclave de juillet 1276 (à la suite du décès d'Innocent V), mais est ignorée pour l'élection pontificale de septembre 1276. Le nouveau pape, Jean XXI, révoque ensuite la bulle Ubi periculum. Les élections qui suivent s'éternisent, jusqu'à ce que Célestin V rétablisse la procédure en 1294. Elle subsiste, avec quelques aménagements, à ce jour.